# Giardino Ibleo
Il giardino Ibleo è il più antico dei quattro giardini principali di Ragusa.
La villa di Ragusa Ibla fu costruita nel 1858 per iniziativa di alcuni nobili locali e di buona parte del popolo che lavorò gratuitamente per la realizzazione dell'opera.

Sorge su uno sperone di roccia che si affaccia sulla vallata dell'Irminio, all'estremità est dell'abitato a circa 385 m s.l.m.; l'ingresso era costituito da un magnifico viale fiancheggiato da numerose palme, è assai ben curato e adornato con panchine ben scolpite, colonne con vasi in pietra scolpiti in forme diverse e una elegante balconata con recinzione in calcare. Imponente al centro della villa il monumento ai caduti della grande guerra. All'interno si trovano la chiesa di San Vincenzo Ferreri, la chiesa di San Giacomo e la chiesa dei Cappuccini. Vicino al giardino, si trovano pure gli scavi archeologici di Ragusa Ibla.

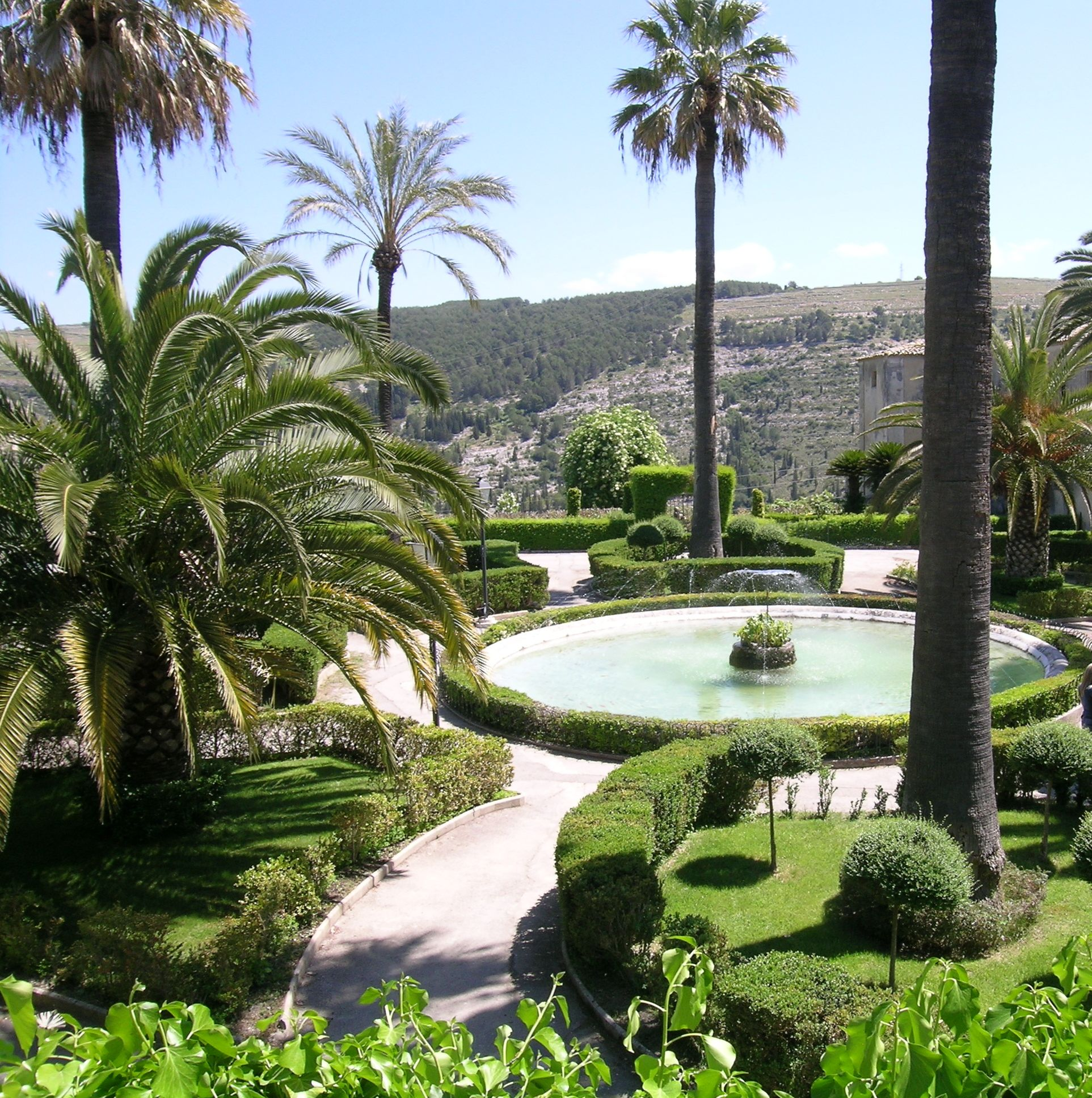
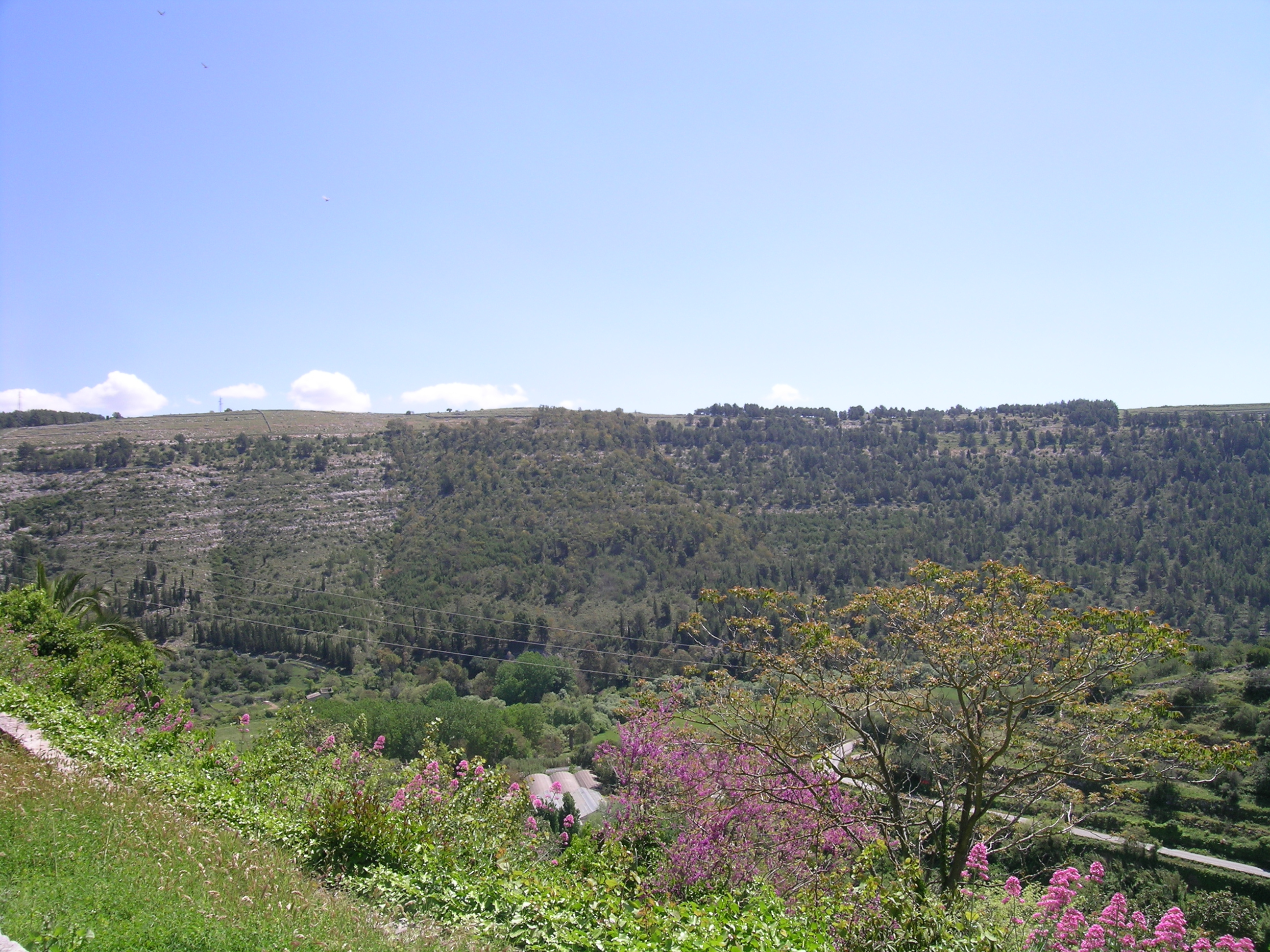
Monti Iblei dalla villa
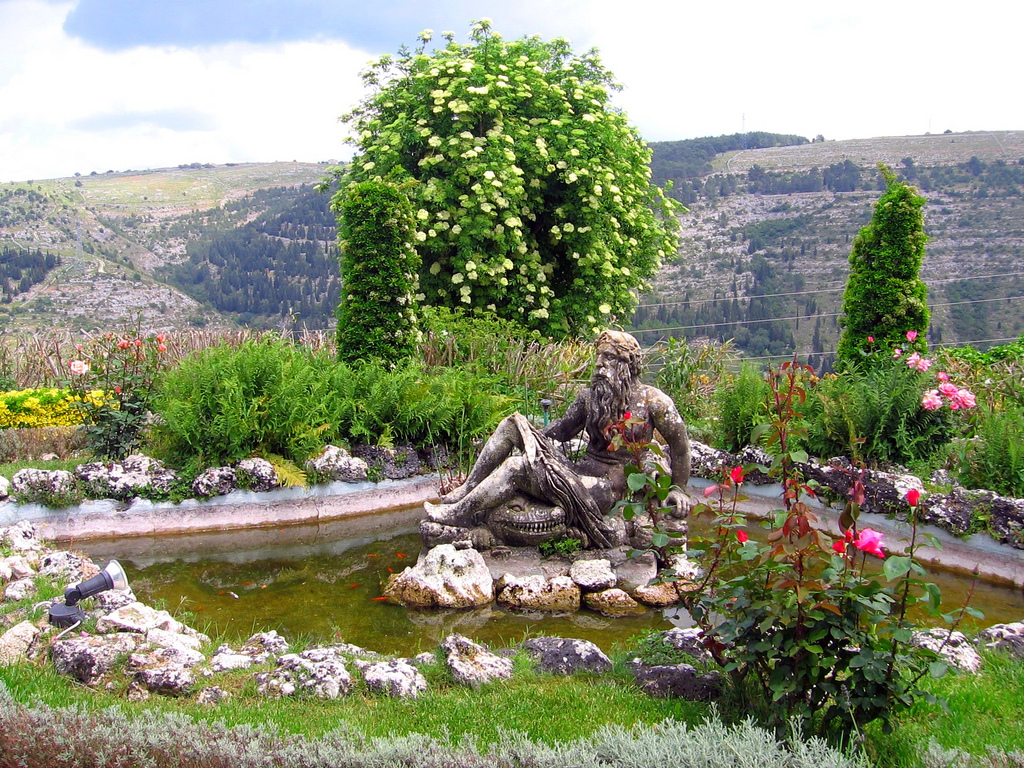
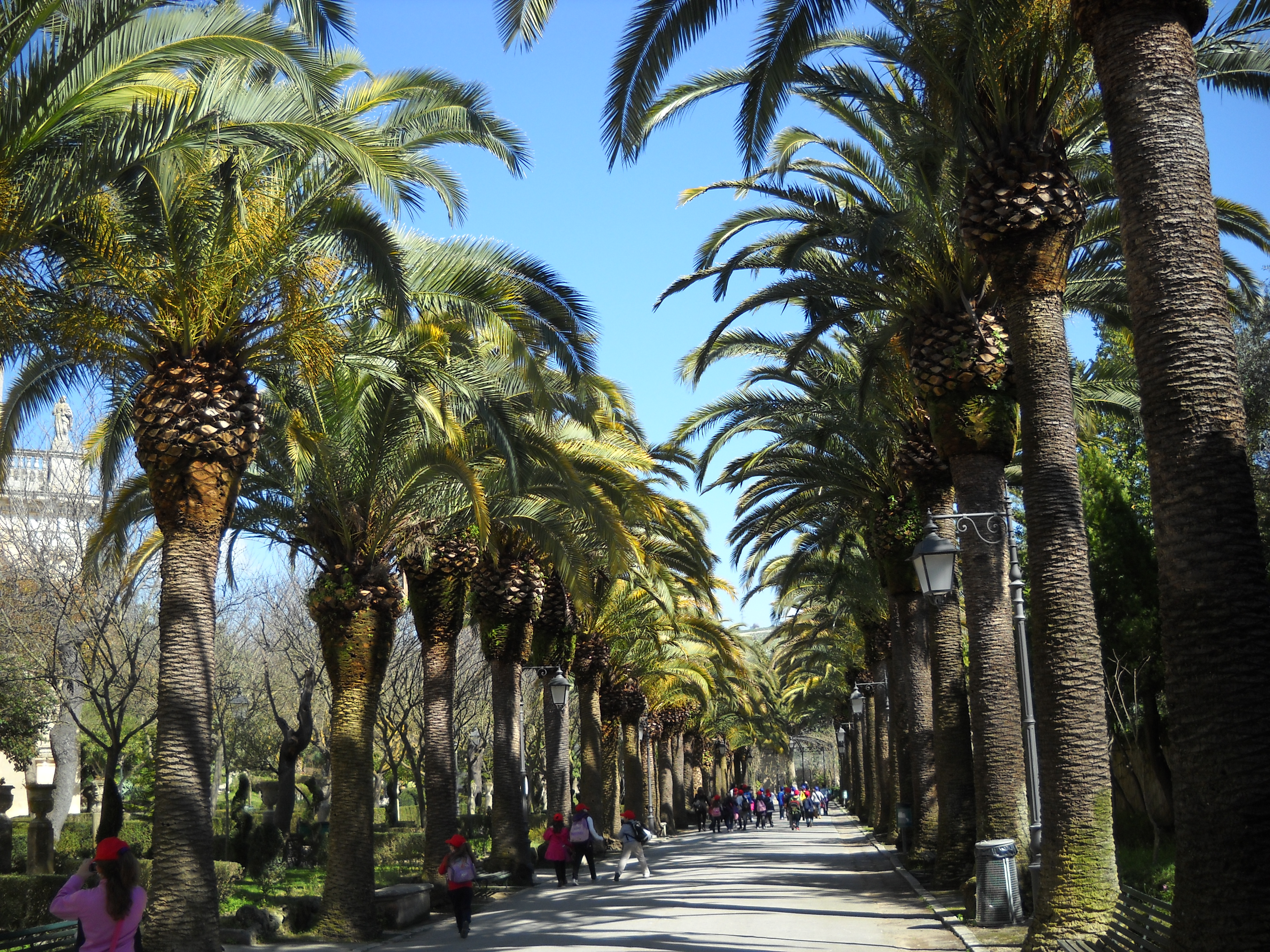